# Badikhel
Badikhel es un pueblo ubicado en el distrito de Lalitpur, Nepal.

## Superficie
Cuenta con una superficie de 5,8 kilómetros cuadrados.

## Demografía
Datos hasta 2015
- Población: 2277 habitantes.[1]
- Densidad de población: 389,5 habitantes por kilómetro cuadrado.[1]
- Población masculina: 1128 (49,5%).[1]
- Población femenina: 1149 (50,5%).[1]